# جيرارد سميث
جيرارد سميث (بالإنجليزية: Gerard Smith)‏ (و. 1839 – 1920 م) هو سياسي، من المملكة المتحدة، ولد في لندن، كان عضوًا في الحزب الليبرالي، توفي في لندن، عن عمر يناهز 81 عاماً.

## مناصب
تولى منصب عضو البرلمان في المملكة المتحدة.

## الخدمة العسكرية
خدم في الجيش البريطاني.

## جوائز
حصل على جوائز منها:
- نيشان القديسان ميخائيل وجرجس من رتبة فارس قائد.